# On est où là ?
Pour plus de détails, voir Fiche technique et Distribution.
On est où là ? est une série télévisée ivoirienne de 300 comédies ultracourtes réalisées par Ana Ballo et produites par Moussa Diomandé depuis 2008, dépeignant des scènes cocasses de la vie quotidienne à Abidjan.

## Synopsis
Des sketchs ultra courts, drôles, dépeignent le quotidien des populations de tous âges, milieux sociaux, origines ethniques, orientations sexuelles, styles vestimentaires, etc. qui font d’Abidjan un melting pot unique en Afrique de l’Ouest francophone. Les titres les plus réputés parlent d’eux-mêmes :
- Les Poulets
- La Posologie
- La Gourmande
- Le Créateur
- La Mauvaise leçon
- Le Shampoing
- Le Bip
- Cervelle sans valeur
- L’Enfer sur terre
- Escorte présidentielle
- L’Heure
- La Clé
- La Grande bagarre
- La Ponctualité
- La Standardiste
- Le Mixeur en panne
- Le Professeur de français
- Le Réflexe
- Le Sourire
- Le Styliste
- L’Éponge
- Masculin-Féminin
- La Carte de bus

## Fiche technique
- Titre : On est où là ?
- Réalisatrice : Ana Ballo
- Producteur : Moussa Diomandé (Bogolan Productions)
- Langue : français
- Format : vidéo
- Genre : mini-série
- Durée : plus de 300 épisodes de 1 à 2 minutes
- Date de réalisation : à partir de 2007
- Couleur / N&B : Couleur